# イシス＝ウラニア・テンプル
イシス＝ウラニア・テンプル (Isis-Urania Temple) は黄金の夜明け団の事実上の最初のテンプル（支部組織）である。3人の創立者、ウィリアム・ロバート・ウッドマン、ウィリアム・ウィン・ウェストコット、サミュエル・リドル・マサースはフリーメイソンであり、英国薔薇十字協会 (S.R.I.A.) の会員であった。黄金の夜明け団の分裂後、その3つの分派のひとつとして1914年まで存続した（他の2つは「アルファ・オメガ」と「暁の星」）。

## 歴史
1887年10月、ウェストコットはアンナ・シュプレンゲルに手紙を書いた。シュプレンゲルの名と住所をウェスコットは暗号文書の解読を通じて得たのであった。受け取った返信には多大な知識、そしてウェストコット、マサース、ウッドマンに「被免達人」という名誉位階を授与すること、かつまた、暗号文書に概略の記された5つの位階を執り行う「黄金の夜明け」のテンプル設立の認可について記されていた。
……というのが黄金の夜明け団の創立伝説であるが、定説ではシュプレンゲルとの文通そのものがウェストコットの捏造であった。
1888年、ロンドンにてイシス＝ウラニア・テンプルは設立された。そこでは暗号文書から解読された儀式が創出され、実行された。さらにそこでは、英国薔薇十字協会やメイソンリーとは対照的に、女性が男性と「完全に同等に」団に参加することを許容されるということが強調されていた。
1899年の終わり頃、イシス＝ウラニアとアメン＝ラー・テンプルの達人たちは、マサースのリーダーシップ、そしてかれのアレイスター・クロウリーとの交友の深まりに対して極度に不満を抱くようになった。かれらはまた、マサースを介さずに秘密の首領と接触することを切望していた。イシス＝ウラニア・テンプル内の人々の仲違いには、イシス＝ウラニア内の秘密グループであるフロレンス・ファー率いる「スフィア」とその他の「小達人」位階の人々との争いもあった。

## 分離
イシス＝ウラニア・テンプルが独立を宣言した後、さらなる争いがあり、結果としてウィリアム・バトラー・イェイツが退任することになった。P・W・ブロック、M・W・ブラックデン、ジョン・ウィリアム・ブロディ＝イネスの3人委員会が一時的に統率することになった。しばらくしてブロックは辞任し、ロバート・フェルキンが後任となった。この間、かれらはアニー・ホーニマンと対立するようになり、結果としてホーニマンは永久に団を離脱した。1903年5月、ブロディ＝イネスはかれが団の首領となることを盛り込んだ新たな団内規約を通そうと試みた。かれはアーサー・エドワード・ウェイト、マーカス・ブラックデン、ウィリアム・アレクサンダー・アイトンに率いられた会員たちの反対を受けた。ウェイトのグループは、団は再編されなければならず、イシス＝ウラニア・テンプルの指揮権を保持しながら神秘的方向に再集中すべきであり、積極的な魔術作業を追い求める人々は分離すべきであると提案した。ウェイトのグループは少数派であったが、提出された新しい団内規約案を通すのに必要な3分の2の賛成を覆すのに成功した。これにより、フェルキンとブロディ＝イネスの指導下にある人々（イェイツ含む）は分離して「暁の星」を結成した。

## 独立改定儀礼
ウェイト、ブラックデン、アイトンは今や、かれらの名づけるところの「黄金の夜明けの独立改定儀礼」またの名を「聖黄金の夜明け団」という結社の指導者であった。それは初めから明確に魔術作業を放棄した神秘主義の探求を志していた。しかしながらブラックデンとアイトンは実際にはウェイトに任せて積極的な役割を果たさなかった。この改革された団の支持者にはアーサー・マッケン、アルジャノン・ブラックウッド、パメラ・コールマン・スミス、イザベル・ド・スタイガーがいた。この団はまた、1905年にイーヴリン・アンダーヒルという新たな活動的団員も獲得した。アイトン没後、ウェバー大佐が後任となった。ウェイトは第一次世界大戦に至るまでの間、イシス＝ウラニア・テンプルの運営を継続し、当初は「暁の星」のアモン・テンプルとの多少なりとも平穏な関係を維持したが、「アルファ・オメガ」との接触は拒んだ。
魔術史家フランシス・キングの記すように、新たなテンプルは「あらゆる魔術作業を放棄し、第2団内の試験を廃止し、やや煩雑なキリスト教神秘主義を表現するように重度に改訂された儀式を用いた」。これらの改訂はウェイトによってなされ、1910年に実行に移された。それはキングの述べるところによると「仰々しく長ったらしい乱雑状態」であった。ウェイトによる儀式改変は部分的に、暗号文書の起源についての1908年に始まるかれの研究の影響を受けていた。ウェイトは、暗号文書には不整合があり、そのことが表しているのは、暗号文書は真の古代エジプトの伝統など反映していないかもしれず、実際には19世紀後半のある時点で編纂されたものだと結論づけた。これは、ウェイトの発見を受容した人とそうでない人との間に新たな激しい論争を巻き起こした。この論争は、暗号文書はエジプトのファラオを通じて口承された真の古代の知識を表していると主張するマーカス・ブラックデンを隠遁から引きずり出した。この衝突の結果、ウェイトは1914年にテンプルを閉じ、多くの人を引き連れて、黄金の夜明け団やその分派とはまったく独立した新たな結社「薔薇十字同志会」を結成した。黄金の夜明け団の研究者R・A・ギルバートは団の終焉についてのウェイトの説明を実証しているが、フランシス・キングの推測によれば、団の終焉のほんとうの理由は多くの達人たちがウェイトの新しい儀式に強い拒否反応を示したためでもあった。

## 註釈
1. ↑  Temple は神殿の意であるが、ここでは日本語文献の通例に従ってテンプルと記す。メイソンリーにおけるロッジに相当する結社の組織的活動単位を指す。
黄金の夜明け団および後継結社の主要なテンプルは以下の通りである[1]。
Licht Liebe Leben No. 1 （架空）、Hermanubis No. 2 （架空）、Isis-Urania No. 3  （ロンドン）、Osiris No. 4 （ウェストン・スーパー・メア）、Horus No. 5 （ブラッドフォード）、Amen-Ra No. 6 （エディンバラ）、Ahathor No. 7 （マグレガー・マサースがパリに設立）、Thmé No. 8 （ボストン）、Themis No. 9 （フィラデルフィア）、Thoth-Hermes No. 10 （シカゴ）、Isis No. 11 （エドワード・ベリッジがロンドンに設立、後のアルファ・オメガ）、Alpha et Omega No. 2 （ブロディ＝イネス率いる Amen-Ra のアルファ・オメガ派の支部、ロンドンにも拠点を構える）、Alpha et Omega No. 3 （マグレガー・マサース亡き後、ロンドンに帰還したモイナ・マサースによって設立）、Amoun （フェルキン率いる「暁の星」がロンドンに設立）。
在米テンプルについては情報がまとまっておらず、Thmé No. 8 （シカゴ）、Thoth-Hermes No. 9 （ニューヨーク）[2]、Ptah No. 10 （フィラデルフィア）[3]とする資料もある。
2. ↑  「儀礼」と和訳される 英: rite は、特定の位階制度を用いる分派を意味し、そこから転じて「位階制度」、あるいは場合によっては「分派」を指す言葉として用いられるようになった[13]。